# Thilachium roseomaculatum
Thilachium roseomaculatum är en kaprisväxtart som beskrevs av Y.B. Harvey och K.B. Vollesen. Thilachium roseomaculatum ingår i släktet Thilachium och familjen kaprisväxter. Inga underarter finns listade i Catalogue of Life.